# Quartel dos Remadores da Alfândega
O Quartel dos Remadores da Alfândega, também conhecido como Antigo edifício da Portagem, Casa da Dízima ou Vedoria de Lagos, é um edifício histórico na cidade de Lagos, na região do Algarve, em Portugal.

## Descrição
O edifício situa-se na Praça Infante Dom Henrique. Está situado junto ao antigo cais, entre a Igreja de Santa Maria e o complexo do Hospital.
Apresenta uma planta de forma rectangular e volume simples, com dois pisos e um telhado de quatro águas. A fachada ostenta um friso a separar os dois pisos, estando no andar térreo rasgada por três vãos de porta com moldura em cantaria, enquanto que o segundo piso é ritmado por três janelas igualmente com moldura de cantaria, a do centro em guilhotina, e as laterais com sacada.

## História
O local onde se ergue o edifício foi ocupado pelo menos desde o domínio filipino, uma vez que nas fundações foram encontrados entulhos daquela época.
O imóvel foi construído originalmente nos séculos XVII, ou XVIII, inicialmente com a função de portagem. Situava-se no lado de dentro das muralhas, nas imediações de duas portas, situadas entre o edifício e o Castelo dos Governadores, que ligavam o interior da cidade ao Cais da Ribeira. A casa é referida no levantamento da Igreja da Misericórdia, em 1728, como casa da Alfândega, e foi provavelmente alvo de obras de restauro em 1373, uma vez que esta data aparece na epígrafe da fachada. Foi destruída pelo Sismo de 1755, tendo sido encontradas provas de entulhamento das ruinas. Posteriormente, o local foi terraplanado, provavelmente de forma a permitir a sua reconstrução, que de acordo com a epígrafe na fachada foi feita no século XIX.
O imóvel serviu posteriormente como quartel para os remadores da Alfândega e como casa da dízima ou vedoria, até 1820. Em meados do século XX, o edifício foi novamente alvo de obras, quando foi instalado um esgoto a partir dos sanitários no piso superior do Hospital, do qual também fazem parte os imóveis adjacentes.